# 池田紅
池田 紅（いけだ くれな、2002年11月17日 - ）は、東京都出身の、日本の柔道選手。階級は78kg級。身長169cm。組み手は右組み。得意技は内股、寝技。母親は66㎏級で活躍した関口佐智子。

## 経歴
柔道は3歳の時に森田道場で始めた。藤村女子中学3年の時に全国中学校柔道大会70㎏級の3回戦で敗れた。藤村女子高校2年の時にはインターハイ78㎏級の決勝で富士学苑高校3年の黒田亜紀に反則負けを喫して2位だった。
2021年に東海大学へ進学すると、1年の時には優勝大会で優勝、全日本ジュニアでは3位だった。2年の時には体重別団体で優勝、学生体重別では3位だった。講道館杯では準々決勝で三井住友海上の高山莉加に腕緘で敗れるも、その後の敗者復活戦を勝ち上がって3位になった。3年の時には全日本女子選手権に出場すると、準々決勝まで全て一本勝ちするが、準決勝で綜合警備保障の梅木真美に送襟絞で敗れて3位になった。優勝大会では3位だった。学生体重別では決勝で国士舘大学2年の稲葉千皓に払腰で敗れて2位だった。体重別団体では2連覇した。講道館杯では準決勝でコマツの泉真生に反則負けして3位だった。4年の時には体重別の決勝で自衛隊体育学校の濵田尚里に技ありで敗れて2位だった。続く全日本女子選手権では準決勝でSBC湘南美容クリニックの児玉ひかるに0－3の旗判定で敗れて、昨年に続いて3位だった。グランドスラム・アスタナでは2回戦でドイツのアンナ＝モンタ・オレクに敗れた。優勝大会で優勝した。学生体重別では優勝した。体重別団体では3連覇した。講道館杯では決勝で綜合警備保障の梅木真美に腕緘で敗れて2位だった。グランドスラム・東京では準決勝で大学の1年後輩である杉村美寿希に反則勝ちすると、決勝では韓国のキム・ミンジュを技ありで破って、IJFワールド柔道ツアー初優勝を飾った。グランドスラム・パリでは2回戦で地元フランスのファニー＝エステル・ポスビトに有効で敗れた。2025年からはコマツの所属となった。体重別では準決勝で敗れた。しかし、これまでの実績から世界選手権代表に選ばれた。続く全日本選手権は出場を回避した。アジア選手権では決勝でキム・ミンジュを有効で破って優勝した。6月の世界選手権では準々決勝でドイツのアンナ＝モンタ・オレクに技ありで敗れるも、その後の敗者復活戦を勝ち上がって3位になった。
IJF世界ランキングは1160ポイント獲得で39位(25/6/2現在)。

## 戦績
- 2019年 -　インターハイ　2位
- 2021年 -　優勝大会　優勝
- 2021年 -　全日本ジュニア　3位
- 2022年 -　スペインジュニア国際　優勝
- 2022年 -　学生体重別　3位
- 2022年 -　体重別団体　優勝
- 2022年 -　講道館杯　3位
- 2023年 -　全日本女子選手権　3位
- 2023年 -　優勝大会　3位
- 2023年 -　学生体重別　2位
- 2023年 -　体重別団体　優勝
- 2023年 -　講道館杯　3位
- 2024年 - 体重別 2位
- 2024年 -　全日本女子選手権　3位
- 2024年 - 優勝大会　優勝
- 2024年 -　学生体重別　優勝
- 2024年 -　体重別団体　優勝
- 2024年 -　講道館杯 2位
- 2024年 - グランドスラム・東京　優勝
- 2025年 - 体重別 3位
- 2025年 - アジア選手権　優勝
- 2025年 - 世界選手権　3位

(出典、JudoInside.com)